# Cranaini
Tribu
Les Cranaini sont une tribu d'opilions laniatores de la famille des Cranaidae.

## Distribution
Les espèces de cette tribu se rencontrent dans le Nord de l'Amérique du Sud.

## Liste des genres
Selon World Catalogue of Opiliones (10/08/2021) :
- Cranaus Simon, 1879
- Metacranaus Roewer, 1913
- Panalus Goodnight & Goodnight, 1947
- Ventrifurca Roewer, 1913

## Publication originale
- Roewer, 1913 : « Die Familie der Gonyleptiden der Opiliones-Laniatores [Part 2]. » Archiv für Naturgeschichte, sér. A, vol. 79, no 5, p. 257–472 (texte intégral).